# Catherine Pegge
Catherine Pegge, född 1635, var en engelsk mätress. 
Hon blev uppmärksammad för det förhållande hon hade med kung Karl II av England strax före hans tronbestigning. Hon fick två barn med kungen.